# Saprinodes falcifer
Saprinodes falcifer är en skalbaggsart som beskrevs av Lewis 1891. Saprinodes falcifer ingår i släktet Saprinodes och familjen stumpbaggar. Inga underarter finns listade i Catalogue of Life.